# Flag fighter
Pour les articles homonymes, voir Flag fighter.
Flag fighter (en 覇王街) est un manga en cinq volumes de Masaomi Kanzaki sorti aux éditions Kōdansha au Japon. Il a été arrêté après son vingtième chapitre. En France, la série est sortie en 5 volumes aux éditions Manga player entre mai 1998 et juin 1999.